# JRA賞最優秀スプリンター (2023-)
JRA賞最優秀スプリンター（ジェイアールエーしょう さいゆうしゅう すぷりんたー）は、JRA賞の競走馬部門の1つ。
2023年度より新設される賞で該当年度中にスプリント路線で活躍した競走馬に対して記者投票を行いその合計票数が1位だった馬が選出される。
2022年までは短距離路線（1600メートル以下）で活躍した競走馬はJRA賞最優秀短距離馬という部門にて表彰の対象となっていたが、2023年より現行の国内外の競馬の競走体系に合わせることや、受賞機会を増やすことで、厩舎・生産者などの関係者に新たな目標となり、競走馬の資質向上が期待できることを目的にマイル路線(1400～1600メートル)で活躍した競走馬を対象とするJRA賞最優秀マイラーとの区分化を図るために、
1400メートル未満で活躍した競走馬を対象として設けられることになった。

## 歴代受賞馬
| 年     | 受賞馬     | 性齢 | 年度成績 （年度重賞勝ち鞍）     | 生産者           | 調教師   | 馬主                           | 騎手     | 得票数  |
| ------ | ---------- | ---- | ------------------------------- | ---------------- | -------- | ------------------------------ | -------- | ------- |
| 2023年 | ママコチャ | 牝4  | 5戦2勝 スプリンターズステークス | ノーザンファーム | 池江泰寿 | 金子真人ホールディングス（株） | 川田将雅 | 226/295 |
| 2024年 | ルガル     | 牡4  | 4戦2勝 スプリンターズステークス | 三嶋牧場         | 杉山晴紀 | 江馬由将                       | 西村淳也 | 197/256 |